# Duddington
Duddington – wieś w Anglii, w hrabstwie Northamptonshire. Leży 45 km na północny wschód od miasta Northampton i 123 km na północ od Londynu. W 1961 roku civil parish liczyła 184 mieszkańców. Duddington jest wspomniana w Domesday Book (1086) jako Dodintone.